# ترزین
ترزین 
(به مالتی: Tarxien) شهری در ناحیهٔ هاربور جنوبی واقع در کشور مالت است که در سال ۱۹۹۵ میلادی ۷٫۴۱۲ نفر جمعیت داشته اما جمعیت آن در سال ۲۰۰۵ میلادی ۷٫۶۰۸ نفر بوده‌است.